# Luis de Velasco y Castilla

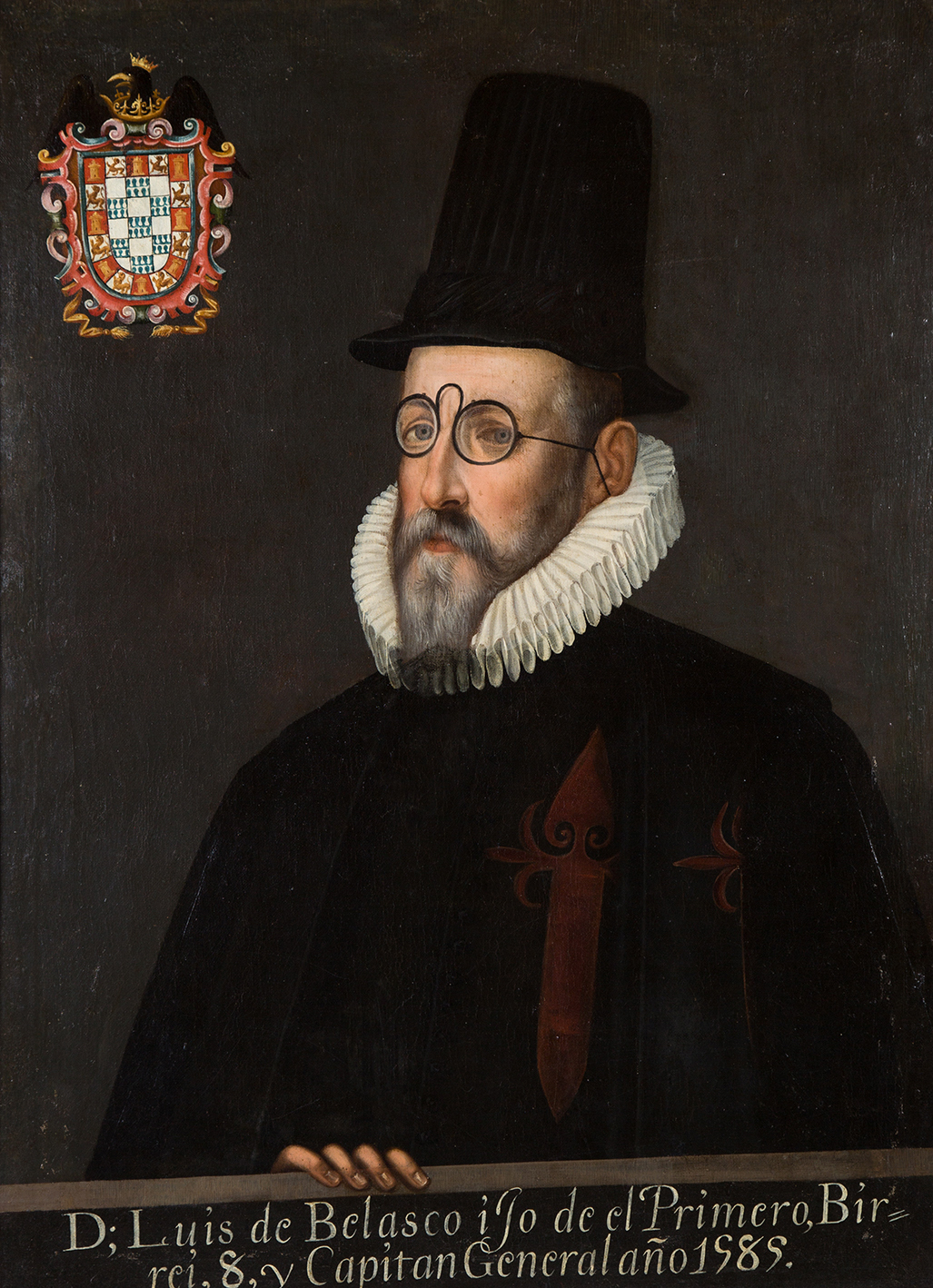
Luis de Velasco y Castilla, auch der Jüngere genannt

Luis de Velasco y Castilla, marqués de Salinas, zur Abgrenzung gegen seinen Vater auch mit dem Namenszusatz: el joven, hijo, (dt. der Jüngere, der Sohn) genannt (* 1539 in Carrión de los Condes, Spanien; † 1617 in Sevilla) war ein spanischer Diplomat und Offizier, der als Vizekönig von Neuspanien und Peru amtierte.

## Leben
Velasco wurde in Spanien geboren als Sohn des nachmaligen Vizekönigs gleichen Namens, Luis de Velasco. 1590 wurde er selbst zum Vizekönig von Neuspanien berufen. Er erreichte Frieden mit den Indianern; in seine Amtszeit fielen die Gründungen der Siedlungen in Jalisco, Guanajuato, Zacatecas und San Luis Potosí.
Als Vizekönig von Peru (ab 1599) musste auch er den Krieg mit den aufständischen Mapuche fortsetzen. 1607 wurde er erneut zum Vizekönig nach Mexiko berufen; in seine zweite Amtszeit fällt die Expedition von Sebastián Vizcaíno, die bis nach Japan führte.
Nach seiner Rückkehr nach Europa erhielt er einen Sitz im Indienrat der spanischen Krone.